# ジェフリー・ダーマー (映画)
『ジェフリー・ダーマー』（Dahmer）は2002年のアメリカ合衆国の伝記犯罪映画。監督はデヴィッド・ジェイコブソン、出演はジェレミー・レナーとブルース・デイヴィソンなど。実在した殺人鬼・ジェフリー・ダーマーの凶悪な犯罪手口と、その素顔を描いたサイコサスペンスである。ダーマー役のレナーは、その演技が賞賛され、2002年インディペンデント・スピリット賞主演男優賞ノミネートされた。
日本では劇場未公開だが、DVDが発売されている。

## ストーリー
18歳で初めて殺人を犯した彼は、死体と交わることに快感を覚え、ついには人肉を食べることを思いつく。合計17人を殺害した殺人鬼の残忍な手口が蘇る。 

## キャスト
- ジェフリー・ダーマー: ジェレミー・レナー
- ライオネル・ダーマー: ブルース・デイヴィソン - ジェフリーの父。
- ロドニー: アーテル・カヤルー
- ランス・ベル: マット・ニュートン（英語版）
- カムタイ: ディオン・バスコ（英語版）
- おばあちゃん: ケイト・ウィリアムソン（英語版）
- コーリス: ショーン・ブレイクモア（英語版）

## 作品の評価
Rotten Tomatoesによれば、39件の評論のうち高評価は69%にあたる27件で、平均点は10点満点中6.50点となっている。
Metacriticによれば、18件の評論のうち、高評価は10件、賛否混在は7件、低評価は1件で、平均点は100点満点中63点となっている。